# Troia

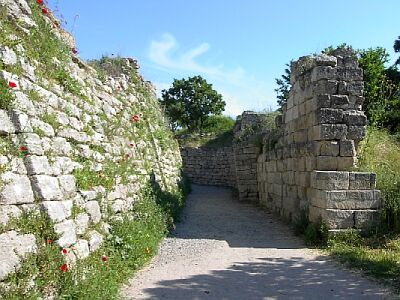
Ziduri descoperite în situl Troia

Troia (în greaca veche Τροία Troia sau Ίλιον Ilion, în latină Troia sau Ilium, în hitită Wilusha sau Truwisha) este un oraș legendar, locul unde s-a desfășurat Războiul Troian, așa cum este descris în Ciclul războaielor troiene, în special în Iliada, unul dintre cele două poeme epice atribuite lui Homer.
Astăzi, este numele unui sit arheologic, localizarea tradițională a Troiei homerice, în turcă Truva, la Hisarlık (39°58′N 26°13′E / 39.967°N 26.217°E) în Anatolia, aproape de coastă, în Provincia Çanakkale de astăzi, în nord-vestul Turciei, la sud-vest de strâmtoarea Dardanele, la poalele Muntele Ida.
Un oraș nou, Ilium, a fost fondat pe acest loc în timpul domniei împăratului roman Augustus. A înflorit până la fondarea Constantinopolului și a intrat treptat în declin în perioada bizantină.
În anii 1870 arheologul german Heinrich Schliemann a făcut săpături în zonă. Alte cercetări au adus la iveală existența a mai multe orașe, construite succesiv unul peste altul. Unul dintre primele orașe (Troia VII) este de obicei identificat cu Troia homerică. Această identitate este disputată, însă situl a fost identificat cu succes ca fiind locul unde s-a aflat orașul numit Wilusa în textele hitite; Ilion (care provine din Wilion scris cu digamma) ar fi transliterarea grecească a acelui nume.
Pe lângă acest sit, acceptat de majoritatea cercetătorilor, sunt propuse și alte locații pentru oraș. Un studiu, bazat pe etimologia cuvintelor și pe studierea topografiei locului descris de legendă, propune Daorson ca loc pe care s-a aflat Troia.

## Troia legendară

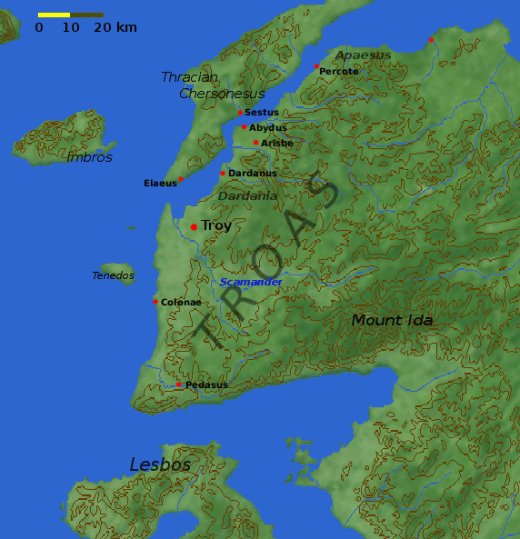
Hartă a Troadei

Povestea troienilor își are originea în mituri și legende. În conformitate cu mitologia greacă, troienii erau vechii locuitori ai orașului Troia din Troada, în Asia Mică, (astăzi Turcia). (Deși aflată în Asia, Troia este prezentată în legende ca făcând parte din cultura greacă de orașe-state) Troia era renumită pentru bogățiile sale, obținute de pe urma comerțului maritim cu occidentul și orientul, pentru hainele luxoase, producția de fier și zidurile defensive masive. Familia regală troiană îi are la origine pe Electra și Zeus, părinții lui Dardanus. Dardanus, fondatorul legendar al Troiei, care, în conformitate cu miturile grecești era originar din Arcadia, însă în conformitate cu tradițiile romane provenea din Italia, a ajuns în Asia Mică din insula Samothrace, unde l-a întâlnit pe Teucrus. Aceasta era el însuși un colonist din Attica, și l-a tratat cu respect pe Dardanus. În cele din urmă, aceasta s-a căsătorit cu una din fiicele lui Teucrus, și a fondat Dardania (condusă mai târziu de Aeneas). La moartea lui Dardanus, regatul a trecut în mâinile nepotului său Tros, care și-a numit oamenii troieni, și țara Troada, după numele său. Ilus, fiul lui Tros, a fondat orașul Ilium (Troia) numit după numele său. Zeus i-a dat lui Ilus Palladiumul. Poseidon și Apollo au construit zidurile și fortificațiile din jurul Troiei pentru Laomedon, fiul lui Ilus cel tânăr. Când Laomedon a refuzat să plătească, Poseidon a inundat teritoriul, cerând sacrificarea Hesionei unui monstru marin.
Cu o generație înainte de Războiul Troian, Heracles a cucerit Troia și l-a ucis pe Laomedon și pe fiii săi, cu excepția tânărului Priam. Priam a devenit mai târziu rege. În timpul domniei sale, grecii micenieni au invadat și au cucerit Troia în timpul Războiului Troian (considerat a fi avut loc între 1193 î.Hr. și 1183 î.Hr.). Maxienii erau un trib din vestul Libiei care au afirmat că erau descendenți ai troienilor, în conformitate cu scrierile lui Herodot. Navele troiene au fost transformate în naiade, care s-au bucurat văzând rămășițele navei lui Ulise.
Stăpânirea troiană asupra Asiei Mici a fost înlocuită de dinastia Heraklizilor de la Sardis care a condus timp de 505 ani, până la Candaules. Ionienii, cimerienii, frigienii, milesienii din Sinope, și Lidia au intrat în Asia Mică. Persienii au invadat în 546 î.Hr..
Printre cei mai cunoscuți troieni se numără: Dardanus (fondatorul Troiei), Laomedon, Ganymede, Priam, Paris, Hector, Teucrus, Aesacus, Oenone, Titonus, Antigona, Memnon, Coritus, Aeneas, Brutus, și Elimus. Kapis, Boukolion, Aisakos, și Paris erau prinți troieni care aveau naiade ca soții. Printre aliații troienilor se numără licienii și amazoanele.
Muntele Ida ("Muntele Zeiței") din Asia Mică, este locul unde Zeus l-a răpit pe Ganymede, unde Anchise a fost sedus de către Afrodita, unde Afrodita l-a născut pe Aeneas, unde Paris a trăit ca păstor, unde trăiau nimfele, unde a avut loc "Judecata lui Paris", de unde zeii greci priveau Războiul Troian, unde Hera i-a distras atenția lui Zeus suficient timp pentru a permite ocuparea Troiei, și unde Aeneas și oamenii săi s-au odihnit în timp ce îi așteptau pe greci să plece.

## Troia homerică
În Iliada, aheii și-au instalat tabăra în apropiere de râul Scamandru (astăzi Karamenderes), unde atinseseră țărmul. Orașul Troia se afla pe o colină, dincolo de câmpia Scamadrului, unde au avut loc bătăliile Războiului Troian. Astăzi, orașul antic se află la circa 15 km de coastă, dar acum 3000 de ani, gura de vărsare a râului Scamandru se afla cu 5 km mai în interior, într-un mic golf care a fost umplut cu aluviuni.
În afară de Iliada, mai există referințe la Troia și în cealaltă operă atribuită lui Homer, Odiseea, precum și în alte opere ale literaturii grecești antice. Legenda homerică a Troiei a fost elaborată de poetul roman Virgiliu în opera sa Eneida. Grecii și romanii nu disputau autenticitatea istorică a Războiului Troian, și identificarea Troiei homerice cu cetatea din Anatolia. Alexandru cel Mare, spre exemplu, a vizitat acest loc în 334 î.Hr. și a făcut sacrificii la mormintele presupuse ale eroilor homerici Ahile și Patrocle.
Istoricii antici greci considerau că Războiul Troian a avut loc în secolele al XII-lea, al XIII-lea sau al XIV-lea î.Hr.: Eratostene în anul 1184 î.Hr., Herodot prin 1250 î.Hr., iar, Douris în 1334 î.Hr.
În noiembrie 2001, geologii John C. Kraft de la Universitatea Delaware și John V. Luce de la Trinity College, Dublin au prezentat rezultatele (vezi , , & ) unor studii privind geologia regiunii, care începuseră din 1977. Geologii au comparat geologia din prezent cu peisajele și cu alte elemente geografice descrise în Iliada și în alte surse clasice, precum Strabon. Conculziile lor au fost că există o corespondență accentuată între localizarea Troiei așa cum a fost identificată de Schliemann (și alte locații, precum tabăra greacă), dovezile geologice, și descrierile topologice și ale bătăliilor din Iliada.
Un mic număr de istorici contemporani consideră că Troia homerică nu s-a aflat în Anatolia, ci în altă parte, propunându-se ca locații Anglia, Croația sau Scandinavia. Aceste teorii nu au fost acceptate de majoritatea istoricilor.
Kenneth J. Dillon afirmă  Arhivat în 18 iulie 2006, la Wayback Machine. că troienii au fost la origini un popor de stepă, înrudiți cu tracii. După atacarea și distrugerea Imperiului Hitit, au ajuns să controleze Strâmtorile. În timpul Războiului Troian, grecii au folosit o blocadă navală pentru a-i împiedica pe troienii de pe țărmul european și din Lemnos să vină în ajutorul Troiei. Odată cu căderea orașului, troienii de pe țărmul european au plecat către nord, devenind etruscii din Italia.

## Troia arheologică

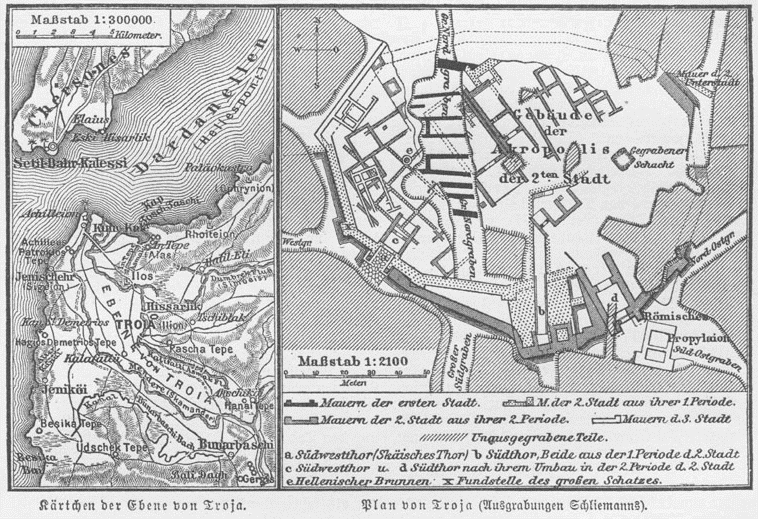
Hartă istorică a Troiei

Straturile de ruine din situl arheologic sunt numerotate Troia I – Troia IX, cu diferite subdiviziuni:
- Troia I  3000-2600 (EB 1)
- Troia II 2600-2250 (EB 2)
- Troia III 2250-2100 (EB 3 [timpurie])
- Troia IV 2100-1950 ( EB 3 [mijlocie])
- Troia V: secolul al XX-lea î.Hr. – secolul al XVIII-lea î.Hr. (EB 3 [târzie]).
- Troia VI: [secolul al XVII-lea – secolul al XV-lea î.Hr..
- Troia VIh: sfârșitul Epocii Bronzului, secolul al XIV-lea î.Hr.
- Troia VIIa: aprox. 1300 î.Hr. – 1190 î.Hr., cel mai probabil candidat pentru Troia homerică.
- Troia VIIb1: secolul al XII-lea î.Hr.
- Troia VIIb2: secolul al XI-lea î.Hr.
- Troia VIIb3: până aprox. 950 î.Hr.
- Troia VIII: în jurul anului 700 î.Hr.
- Troia IX: Iliumul elenistic, secolul I î.Hr.

### Troia I–V
Primul oraș a fost fondat în mileniul al III-lea î.Hr. În timpul Epocii Bronzului, a devenit un oraș comercial înfloritor, localizarea sa permițând un control complet asupra strâmtorii Dardanele, prin care orice navă trebuia să treacă pentru a ajunge din Marea Egee în Marea Neagră.

### Troia VI
Troia VI a fost distrusă în jurul anului 1300 î.Hr., probabil în urma unui cutremur. A fost descoperit doar un singur vârf de săgeată din această perioadă, și nicio rămășiță umană.

### Troia VII
Stratul arheologic cunoscut sub numele de Troia VIIa, datat, pe baza stilurilor ceramicii, de la mijlocul, sau sfârșitul secolului al XIII-lea î.Hr., este considerat cel mai probabil candidat pentru orașul descris de Homer. Se pare că a fost distrus de un război, și există urmele unui incendiu. Până la săpăturile din 1988, problema era că Troia VII părea a fi un fort din vârful unui deal, nu orașul de dimensiunile descrise de Homer, dar cercetări ulterioare, care au dus la descoperirea unor întărituri ale orașului, sugerează un oraș de dimensiuni considerabile.
Au fost descoperite unele rămășițe umane în case și pe străzi, și, în apropiere de întăriturile dinspre nord-vest, a fost descoperit un schelet uman cu răni la craniu și o mandibulă ruptă. Trei vârfuri de săgeată din bronz au fost descoperite, două în fort și unul în oraș. Totuși, doar o mică parte din oraș a fost excavată, iar descoperirile nu sunt suficiente pentru a indica un război, sau un dezastru natural drept cauză a distrugerii orașului.
Troia VIIb1 (aprox. 1120 î.Hr) și Troia VIIb2 (aprox. 1020 î.Hr) par să fi fost distruse de incendii.

### Troia IX
Ultimul oraș de pe acest sit arheologic a fost Iliumul elenistic, fondat de romani în timpul domniei împăratului Augustus, a fost un oraș comercial important până la desemnarea Constantinopolului drept capitală a Imperiului Roman în secolul al IV-lea. În perioada bizantină, orașul a intrat în declin, și, în cele din urmă, a dispărut.

## Campanii arheologice

### Schliemann
Odată cu dezvoltarea istoriei critice moderne, Troia și Războiul Troian au fost considerate ca fiind niște legende. Totuși, în cursul a două campanii arheologice, (1871-1873 și 1878/1879), arheologul german Heinrich Schliemann a făcut săpături pe o colină numită de către turci Hisarlik în apropiere de orașul Chanak (Çanakkale) în nord-vestul Anatoliei. Aici, el a descoperit ruinele mai multor orașe antice, datând de la Epoca Bronzului până în perioada romană. Schliemann a considerat orașul homeric Troia ca fiind unul dintre acestea, —inițial Troia I, apoi Troia II— această identificare fiind în cea mai mare parte acceptată la acea vreme.

### Dörpfeld, Blegen
După Schliemann, situl a fost excavat în continuare de arheologul Wilhelm Dörpfeld (1893/1894) și mai apoi Carl Blegen (1932-1938). Aceste săpături au arătat că existau cel puțin nouă orașe construite unul peste altul.

### Korfmann
În 1988 săpăturile au reînceput, fiind efectuate de o echipă de la Universitatea din Tübingen și Universitatea din Cincinnati, organizate de profesorul Manfred Korfmann. Problema statutului Troiei în lumea Epocii Bronzului a reprezentat un subiect de dezbatere aprig disputat între Korfmann și istoricul de la Tübingen Frank Kolb în 2001/2002.
În august 2003, după măsurători prin rezonanță magnetică a câmpiei de la baza fortului, a fost descoperit un șanț adânc, care a fost excavat dintre ruinele unui oraș grecesc și roman ulterior. Rămășițele descoperite în șanț au fost datate de la sfârșitul epocii bronzului, perioada de timp în care se presupune că a existat Troia homerică. Korfmann a afirmat că acest șanț ar fi putut marca marginile unui oraș mult mai întins decât se bănuise până atunci.
S-au descoperit și urmele unei bătălii, sub forma vârfurilor de săgeată descoperite în straturi care datează de la începutul secolului al XII-lea î.Hr.
Korfmann a murit la 11 august, 2005, și, deoarece licența de excavații era pe numele său, nu se știa cum și când vor fi reluate cercetările.

### Pernicka
În vara anului 2006, săpăturile au continuat sub conducerea colegului lui Korfmann Ernst Pernicka, cu o nouă licență.

## Dovezile hitite
În anii 1920, istoricul elvețian Emil Forrer a afirmat că denumirile de orașe descoperite în textele hitite — Wilusa și Taruisa — ar trebui identificate cu Ilium și respectiv cu Troia. El a observat și că numele unui rege al Wilusei, Alaksandus, menționat într-unul din textele hitite, e similar numelui prințului Alexandros sau Paris din Troia.
Regele hitit Mursili al II-lea a scris, în jurul anului 1320 î.Hr., o scrisoare regelui din Ahhiyawa, tratându-l ca pe un egal, din care reieșea că Miletul (Millawanda) era controlat de Ahhiyawa, și referindu-se și la un "episod Wilusa" precedent, implicând ostilități din partea Ahhiyawa. Acest popor a fost identificat cu grecii homerici (ahei).
Aceste identificări au fost respinse de majoritatea istoricilor, ca fiind improbabile, sau cel puțin neputând fi dovedite. Trevor Bryce în 1998 a reluat acest aspect în cartea sa Regatul Hitiților, citând descoperirea unei părți a așa-numitei scrisori Manapa-Tarhunda, care se referă la regatul Wilusa, ca aflându-se dincolo de ținutul Seha (cunoscut în acea perioadă ca fiind râul Caicus), și în apropiere de țara Lazpa (Insula Lesbos).
Dovezile recente aduc greutate ipotezei că Wilusa se identifică cu Troia arheologică. Textele hitite menționează un tunel cu apă la Wilusa, în timp ce un tunel cu apă excavat de Korfmann, considerat înainte ca fiind roman, a fost datat în jurul anului 2600 î.Hr.
Identificarea Wilusei cu Troia arheologică și a aheilor cu Ahhiyawa rămân controversate, dar au câștigat suficientă popularitate în anii 1990 pentru a fi luate serios în seamă.

## Ilionul homeric și Wilusa istorică
Evenimentele descrise în Iliada lui Homer, chiar dacă ar fi bazate pe evenimente istorice care au precedat compunerea ei cu circa 450 de ani, nu va putea fi niciodată identificată complet cu faptele istorice sau arheologice, chiar dacă a existat un oraș din Epoca Bronzului în locul numit astăzi Troia, și chiar dacă acel oraș a fost distrus de un incendiu sau într-un război în jurul aceleiași date ca cea estimată pentru Războiul Troian.
În situl arheologic nu s-a descoperit nicio inscripție sau alt obiect care să identifice clar orașul din Epoca Bronzului. Acest lucru se datorează probabil planificării fostului fort în timpul construcției Iliumului elenistic (Troia IX), fiind distruse părțile care cel mai probabil conțineau arhivele orașului. A fost descoperit un singur sigiliu al unui scrib luvian într-una dintre case, dovedind existența corespondenței scrise în oraș, însă nu s-a păstrat niciun text. Geografia Imperiului Hitit așa cum este cunoscută astăzi indică că acest oraș corespunde orașului numit Wilusa. Chiar dacă acest lucru ar fi acceptat, nu reprezintă o dovadă indisputabilă a identificării cu (W)ilionul homeric.
Numele Wilion sau Troia nu apare în niciun text grecesc din perioada miceniană. Grecii micenieni din secolul al XIII-lea î.Hr. au colonizat Grecia și Creta și abia începuseră incursiunile în Anatolia, stabilindu-și un cap de pod în Milet (Millawanda). Wilusa istorică era unul dintre teritoriile Arzawa, în alianță cu Imperiul Hitit, iar referințele scrise la acest oraș sunt de așteptat mai degrabă în corespondența hitită decât în arhivele palatelor miceniene.

### StatutulIliadei
Disputa legată de autenticitatea istorică a Iliadei a fost uneori foarte intens dezbătută. Cu cât se știe mai mult despre istoria Epocii Bronzului, cu atât devine mai clar că nu e o problemă de da sau nu, ci o estimare a cât de multă informație istorică există la Homer. Iliada nu este cronica unui război, ci o poveste de psihologie, furie, răzbunare și moartea unor eroi individuali, care presupune cunoașterea prealabilă a Războiului Troian, pentru a crea cadrul povestirii. Niciun istoric nu presupune că evenimentele individuale din poveste (multe fiind centrate pe intervenția divinității) reprezintă fapte istorice; pe de altă parte, puțini istorici pot afirma că scenariul este complet lipsit de elemente ale perioadei miceniene: este mai degrabă vorba de o estimare subiectivă a cât de aproape de realitate este opera homerică.
Problema valorii istorice a Troiei lui Homer se lovește de aceleași obstacole cu Atlantida lui Platon. În ambele cazuri, relatarea unui scriitor antic este văzută de unii ca fiind adevărată, iar de alții ca fiind mitologie sau ficțiune. Se pot stabili unele conexiuni între ambele povești și evenimente sau locuri reale, dar aceste conexiuni sunt subiective și puternic influențate de către cei care le fac.

### Iliadaca legendă
Unii arheologi și istorici susțin că niciunul dintre evenimentele prezentate de Homer nu este un fapt istoric. Alții acceptă că acestea s-ar putea sprijini pe unele evenimente istorice, dat fără dovezi suplimentare, nu e posibilă separarea mitologiei se realitate în relatările lui Homer.
În ultimii ani, istoricii au propus ipoteza că relatările lui Homer reprezintă o sinteză a numeroase istorisiri grecești mai vechi a diferite asedii și expediții din timpul Epocii Bronzului, care au fuzionat în memoria colectivă a grecilor în timpul Secolelor întunecate grecești, care au urmat după prăbușirea civilizației miceniene. Din acest punct de vedere, nu a existat nicăieri un oraș numit Troia, numele derivând de la o populație numită troies, care se afla probabil în Grecia centrală. Identificarea colinei de la Hisarlik cu Troia ar fi, prin urmare, mai târzie, ulterioară colonizării grecești a Asiei Mici din secolul al VIII-lea î.Hr.

### Iliadaca fapt istoric
Un alt punct de vedere este că Homer a avut acces la opere epice din cadrul unei tradiții neîntrerupte, veche de 500 de ani, din perioada miceniană. La originea poemului ar sta, din acest punct de vedere, o campanie istorică care a avut loc la începutul declinului civilizației miceniene. În această periadă a fost adăugat mult material legendar, însă ar trebui să existe dovezi arheologice sau textuale corespunzând evenimentelor la care se face referire în Iliada. Un asemenea cadru istoric oferă o explicație credibilă pentru cunoștințele geografice referitoare la Troia (care totuși ar fi putut fi obținute de Homer și în alt mod, prin vizitarea ruinelor orașului) precum și pentru alte elemente din poem (în special detaliatul Catalog al Navelor). Din punct de vedre lingvistic, unele versuri ale Iliadei sugerează o vechime mai mare, ele nepotrivindu-se ritmului decât dacă ar fi fost scrise în greaca miceniană, sugerând o tradiție poetică întinsă de-a lungul Secolelor întunecate grecești. Deși Homer era ionian, Iliada reflectă geografia cunoscută grecilor micenieni, dovedind cunoștințe detaliate legate de continent, dar care nu se întindeau și asupra insulelor ionieene din Anatolia, lucru care sugerează că Iliada reproduce o relatare a unor evenimete transmise prin tradiție, cărora autorul nu le-a adăugat propriile sale cunoștințe geografice.

## Patrimoniu mondial UNESCO
Situl arheologic de la Troia a fost înscris în anul 1998 pe lista patrimoniului mondial UNESCO.

## Turism
Astăzi, un oraș turcesc numit Truva se află în apropierea sitului arheologic, oraș care s-a dezvoltat în ultimii ani, datorită turiștilor. Situl arheologic este denumit oficial Troia de către guvernul turc, și apare pe majoritatea hărților sub acest nume.
Un mare număr de turiști vizitează situl în fiecare an, majoritatea venind cu autobuzul de la Istanbul sau cu feribotul de la Çanakkale, cel mai apropiat oraș important aflat la circa 50 km spre nord-est. Vizitatorul vede un sit foarte comercial, cu un cal de lemn mare ,construit ca teren de joacă pentru copii, apoi magazine și un muzeu. Situl arheologic însuși este, așa cum a afirmat recent un scriitor, o "ruină a unei ruini", fiind frecvent excavat, și deoarece metodele arheologice ale lui Schliemann însuși erau foarte distructive: în convingerea sa că orașul lui Priam s-ar afla în straturile inferioare, a demolat numeroase structuri foarte interesante din epocile ulterioare, inclusiv toți pereții caselor din Troia II. Pentru mult timp, situl a fost nepăzit sau păzit necorespunzător, și a fost jefuit temeinic.

## Troia în legendele ulterioare
Povestea Troiei a fost atât de cunoscută în perioada romană și cea medievală, încât a fost folosită ca sursă pentru diferite legende ale originii naționale. Cea mai cunoscută este fără îndoială cea a lui Virgiliu în Eneida, care lega pe fondatorii Romei de prințul troian Aeneas.